# Burg Wartau

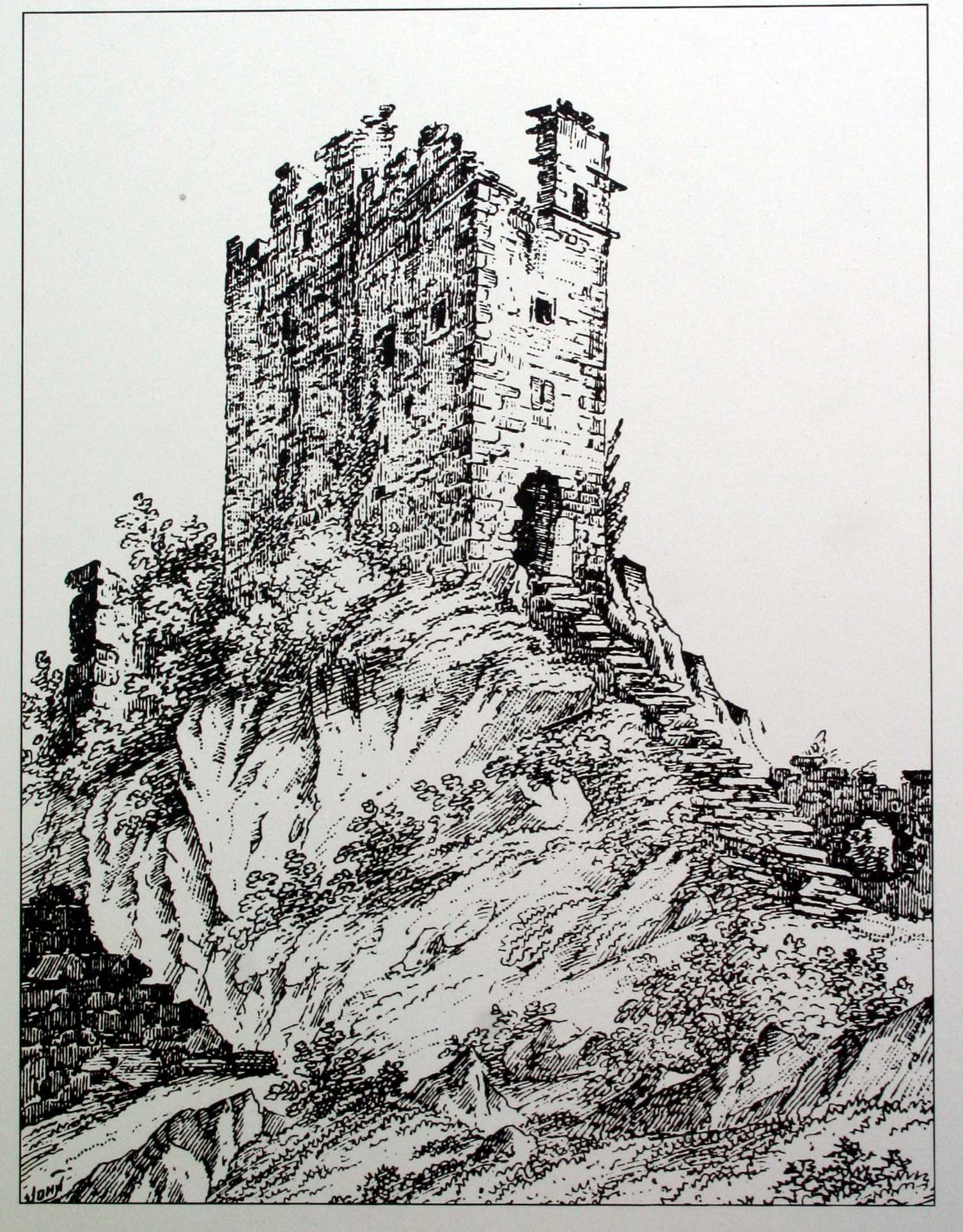
Die Wartau auf einer Zeichnung von 1844

Die Burg Wartau ist die Ruine einer Höhenburg imposant und weithin sichtbar auf 650 m ü. M. östlich des Weilers Gretschins auf dem St. Martinshügel in der Gemeinde Wartau im Kanton St. Gallen in der Schweiz.

## Anlage
Die zentrale Hauptburg besteht aus einem mächtigen Wohntrakt in Form eines massiven bergfriedartigen Turmhauses. Die unterteilende Wand ist später eingefügt worden; sie ist nicht mit den Aussenmauern verbunden und die Baufuge ist bis hinauf in den vierten Stock zu verfolgen.
Im Innern wurde Kalkmörtelverputz verwendet, wie das auch bei der Burg Gräpplang und bei Alt-Regensberg der Fall war. Das Erdgeschoss wurde wohl nie bewohnt, fehlen doch dort jegliche Öffnungen für Licht und Luft. Vermutlich diente dieser Raum unter der Küche nicht als Verlies, sondern als Speisekammer und Keller.
Die vier, bzw. fünf erhaltenen Geschosse lassen sich aufgrund der Lichtöffnungen und Balkenlagen unterscheiden. In den oberen Stockwerken sind die zwei Wohnteile mit Durchgängen verbunden. Der alte Hocheingang in der Westmauer ist noch vorhanden. Bemerkenswert sind ein Kamin, bogenförmige Nischen als Rauchabzüge und eine in die Mauer eingelassene Abortnische. Im vierten und fünften Stockwerk sind dreiteilige Rundbogenfenster und solche mit geraden Stürzen sichtbar.
Die Burg wurde um 1400 um ein Stockwerk erhöht. Es wurden zuoberst Bollensteine und nicht Tuffsteine verwendet wie in den unteren Geschossen und auf einer Seite ist noch der zugemauerte Zinnenkranz sichtbar. Vermutlich war dieser Teil einst mit einem Satteldach gedeckt; Bauspuren weisen darauf hin. Um 1500 wurden die oberen Stockwerke umgebaut. Die Höhe des Turmes beträgt 22 m, ein Stockwerk war 4 m hoch. Die Mauern sind bis 1,75 m dick. Um den Zentralbau zieht sich eine weitläufige Ringmauer. Sie verläuft entlang der Höhenlinie und ist heute mehrheitlich von Wald bedeckt.
Innerhalb dieses Hofes lagen die Wirtschaftsgebäude und die Zisterne; der heutige Zugang wurde neu ausgebrochen. Das steil abfallende Gelände ausserhalb der Ringmauern machte einen Burggraben überflüssig.

## Geschichte
Schriftliche Nachrichten über die Erbauer und ersten Besitzer der Burg Wartau gibt es nicht. Eine dendrochronologische Untersuchung einiger Holzreste ergab, dass sie um 1225 errichtet worden sein muss. Als Erbauer kommen die Freiherren von Wildenberg in Frage; sie waren die Nachfolger der Freiherren von Sagogn, die zu jener Zeit eines der mächtigsten Adelsgeschlechter Graubündens waren und ihre Stammlande in Flims/Ilanz hatten. Sie versuchten ihr Einflussgebiete nach Norden hin auszuweiten und hatten zu diesem Zweck bereits die Anlage Freudenberg bei Bad Ragaz erbaut.
Durch Erbschaft gelangte die Wartau 1320 an Graf Hugo III. von Werdenberg-Heiligenberg. Diese Besitzerabfolge ist jedoch unsicher, denn in der ersten schriftlichen Erwähnung der Burg von 1342 verpfändete Johannes von Belmont seiner Frau Adelheid von Klingen die Festung Wartau für 250 Mark Silber. Adelheid stammte mütterlicherseits von einer Seitenlinie der Herren von Sagogn ab, es erhoben damals also zwei verschiedene Familie Ansprüche auf die Burg Wartau.
Der Konflikt eskalierte 1352 ein erstes Mal in der sogenannten Belmonter Fehde: Die Herren von Belmont gingen im Vorderrheintal zusammen mit Aufständischen gegen die Grafen von Werdenberg-Heiligenberg vor. Die Grafen verloren das entscheidende Gefecht, konnten aber die Burg Wartau behalten. Diese scheint Ulrich Walter von Belmont erst um 1360 erobert zu haben, als die Grafen in eine weitere Fehde verwickelt waren.
Nach dem Tod von Ulrich Walter von Belmont 1371 scheinen die Grafen von Werdenberg-Heiligenberg die Burg Wartau wieder in ihren Besitz gebracht zu haben. Als Dienstleute der Grafen sassen in den folgenden Jahren die Meier von Altstätten auf Burg Wartau. Sie hatten sie wohl auch zu verteidigen, als die Cousins der Besitzer, die Grafen von Werdenberg-Sargans, von ihrer nahen Stammburg in Werdenberg aus gegen Wartau vorrückten. Der Krieg zwischen den beiden verwandten Grafenhäusern begann 1393 und dauerte mehrere Jahre. 1394 oder 1395 glückte den Sargansern die Eroberung der Burg Wartau nach elftägiger Belagerung und die Herrschaft der Grafen von Werdenberg-Heiligenberg im Rheintal brach weitgehend zusammen. Die Wartau allerdings erhielten sie zurück. Die Sieger verzichteten auf ihre Ansprüche, doch mussten die Grafen die Burg für eine unbekannte Summe auslösen und 1400 war Graf Rudolf II. von Werdenberg-Heiligenberg wieder Besitzer von Wartau. 1402 steckten die Werdenberger in finanziellen Schwierigkeiten und verpfändeten die Anlage an die Österreicher.
Der Niedergang der einst stolzen Werdenberger war nicht mehr aufzuhalten. Graf Rudolf II. verkaufte Burg und Herrschaft 1414 an seinen Vetter, Graf Friedrich VII. von Toggenburg. Dieser Verkauf wurde nur sechs Tage später in eine Verpfändung umgewandelt, doch konnten die Grafen von Werdenberg-Heiligenberg diese bis zu ihrem Aussterben im Jahr 1428 nicht mehr einlösen.
Von den Toggenburgern kam die Herrschaft Wartau 1429 wiederum durch Verpfändung an Graf Bernhard von Thierstein, den Schwager von Friedrich VII von Toggenburg.
Im Vorfeld des Alten Zürichkrieges schloss dieser 1437 einen Bund mit den Sarganserländern, was diese aber nicht davon abhielt, die Burg kurz darauf zu besetzen.
Nach dem Aussterben der Thiersteiner kam es zu zahlreichen Besitzerwechseln: Um 1450 gelangte die Burg Wartau durch Erbschaft an Georg Schenk von Limburg. 1470 verpfändeten sie diese an die von Montfort-Tettnang, von der sie 1483 wiederum durch Erbschaft an die Freiherren von Sax-Misox fiel. Peter von Sax-Misox hatte jedoch kein Interesse an der Herrschaft, in welcher ihm die Untertanen zudem noch die Huldigung verweigerten und verkaufte sie 1485 zusammen mit der Grafschaft Werdenberg für 21000 Gulden an die Stadt Luzern.
Doch Luzern war zu weit entfernt und 1493 wurde die Anlage an die Freiherren von Kastelwart verkauft. Matthias von Kastelwart fiel 1499 im Dienst von König Maximilian I. in der Schlacht bei Dornach gegen die Eidgenossen, doch war Wartau bereits im Jahr davor an die schwäbischen Freiherren von Hewen veräussert worden. Diese verkauften 1517 die gesamte Grafschaft Werdenberg samt Wartau für 21500 Guilden dem eidgenössischen Stand Glarus. Mit dem Kauf durch Glarus, dessen Landvogt fortan auf der benachbarten Burg Werdenberg wohnte, hatte Wartau jegliche Bedeutung verloren. Die Burg wurde um 1530 verlassen und dem Zerfall preisgegeben.
Bei der Bildung der modernen Schweiz wurde Werdenberg dem Kanton St. Gallen zugeschlagen, die Ruine Wartau hatte Glarus aber bereits 1818 an Private verkauft. Erst 1911 gelangte sie durch eine Schenkung aus dem Nachlass von Hermann Seifert an die Gemeinde Wartau. 1932 wurde eine erste Restaurierung vorgenommen. 1982 wurde das Mauerwerk der Burg letztmals umfassend saniert.

Galerie
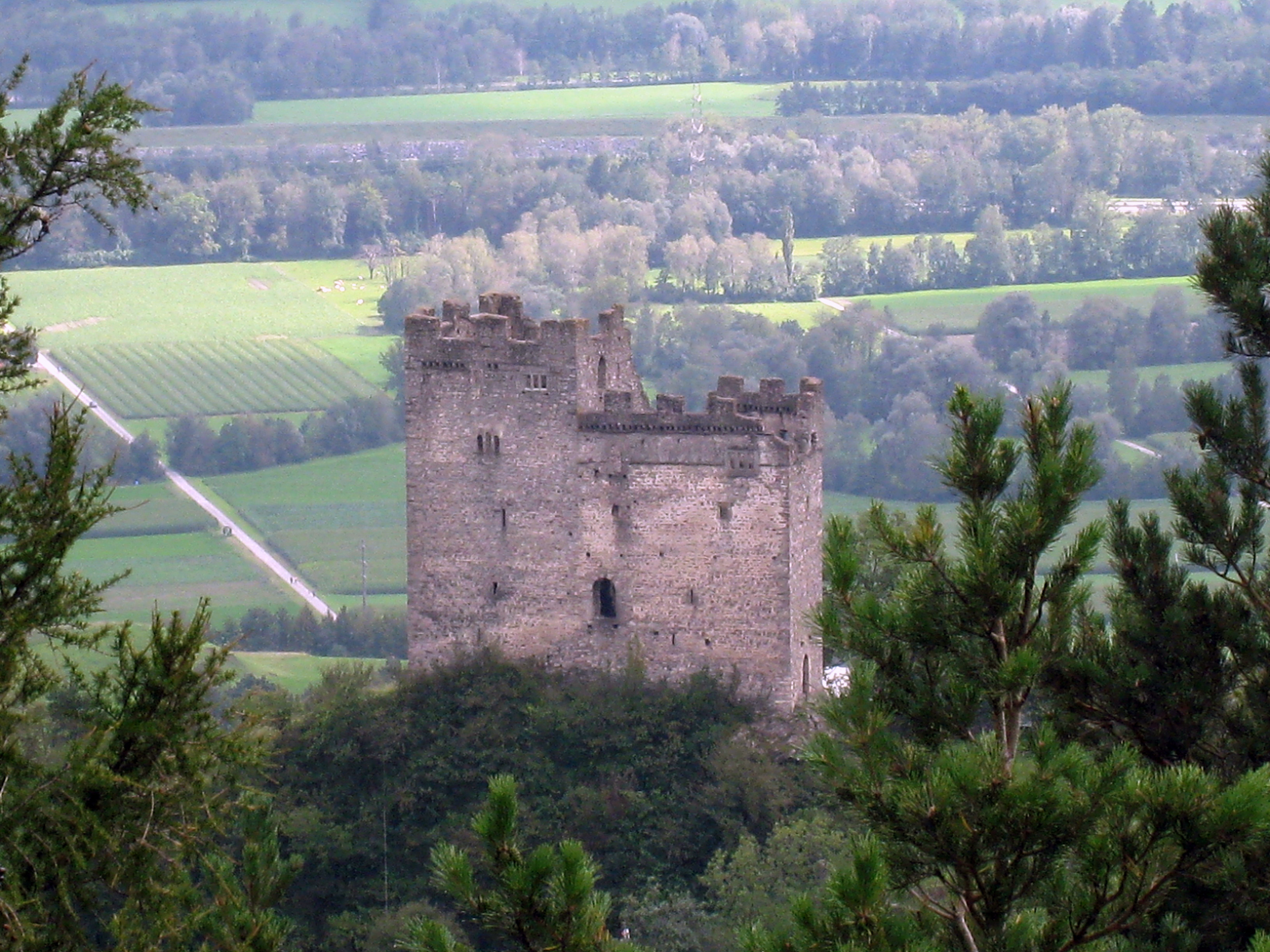
Ansicht von der Festung Magletsch aus
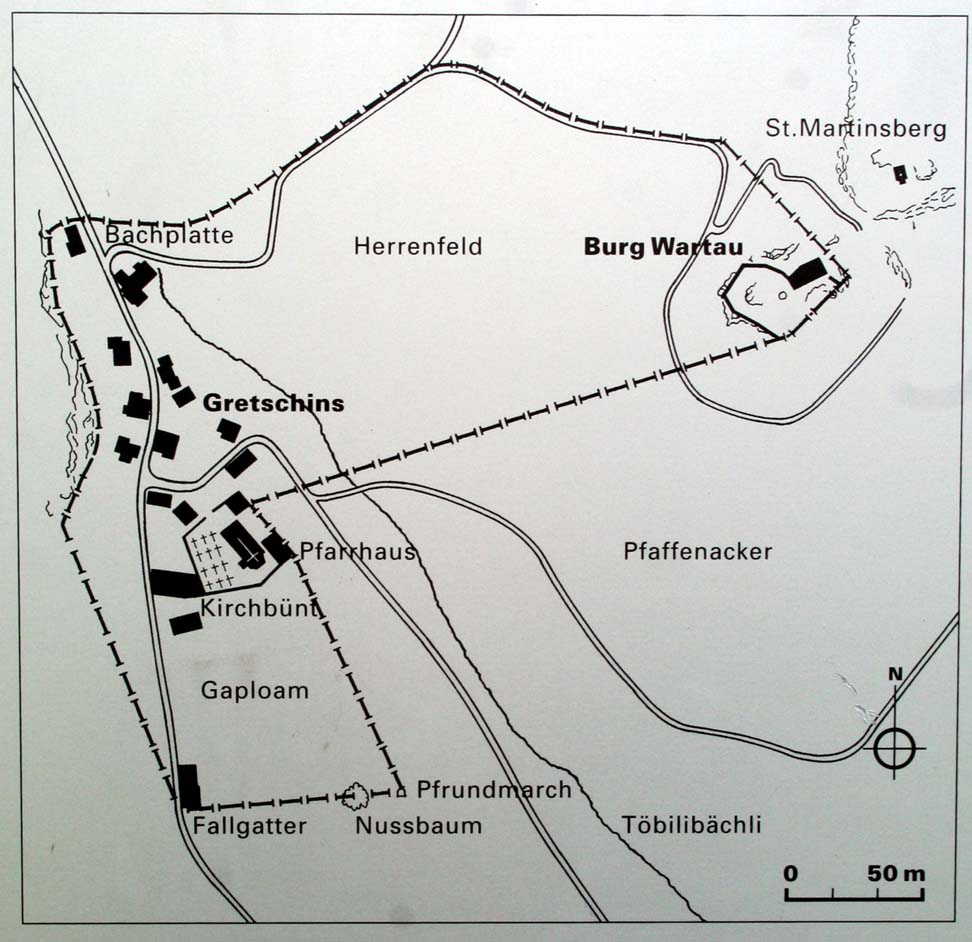
Das Kerngebiet, rekonstruiert nach den Marchen beschrieben von 1511 und 1752
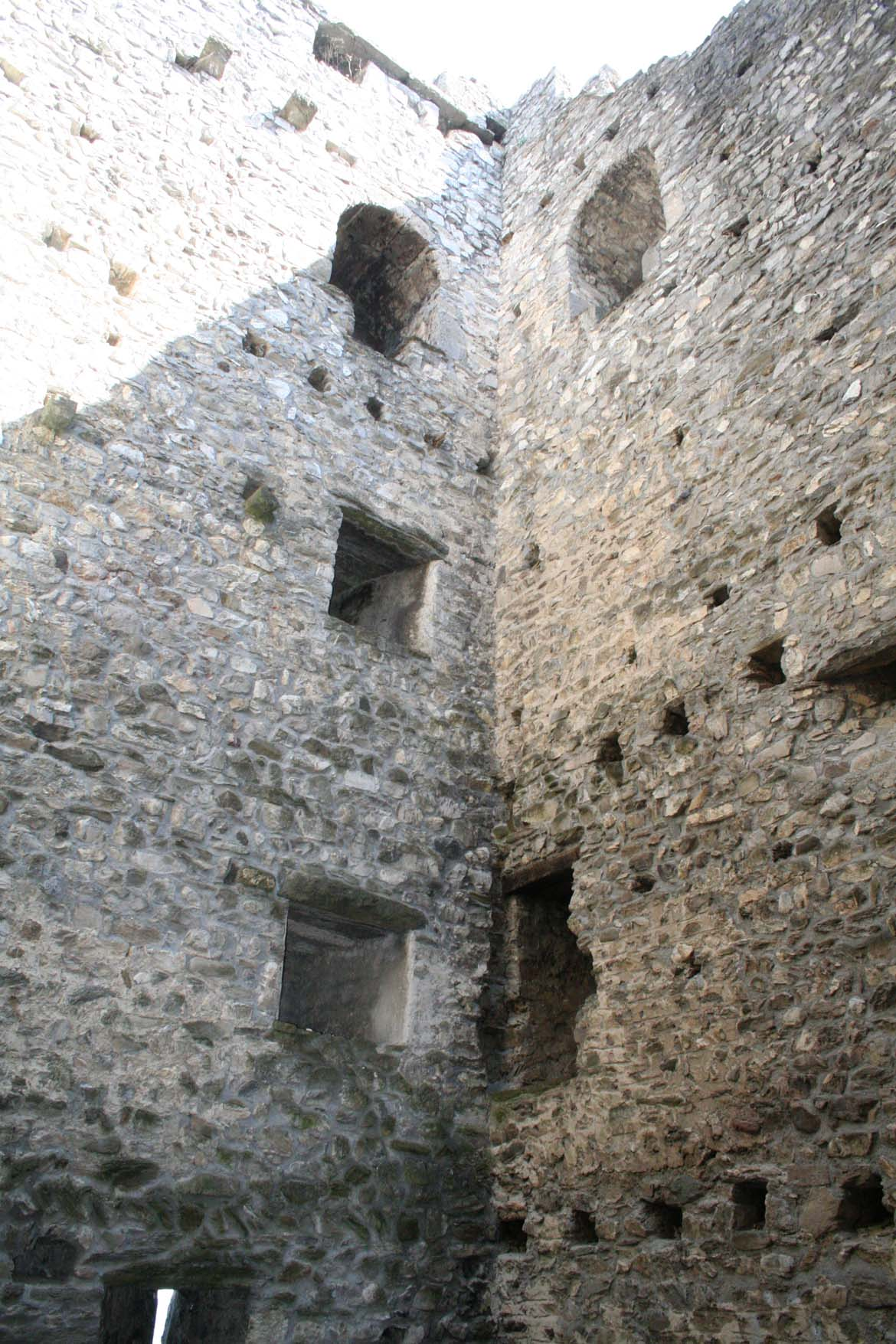
Innenseite des Turms mit Balkenlöchern
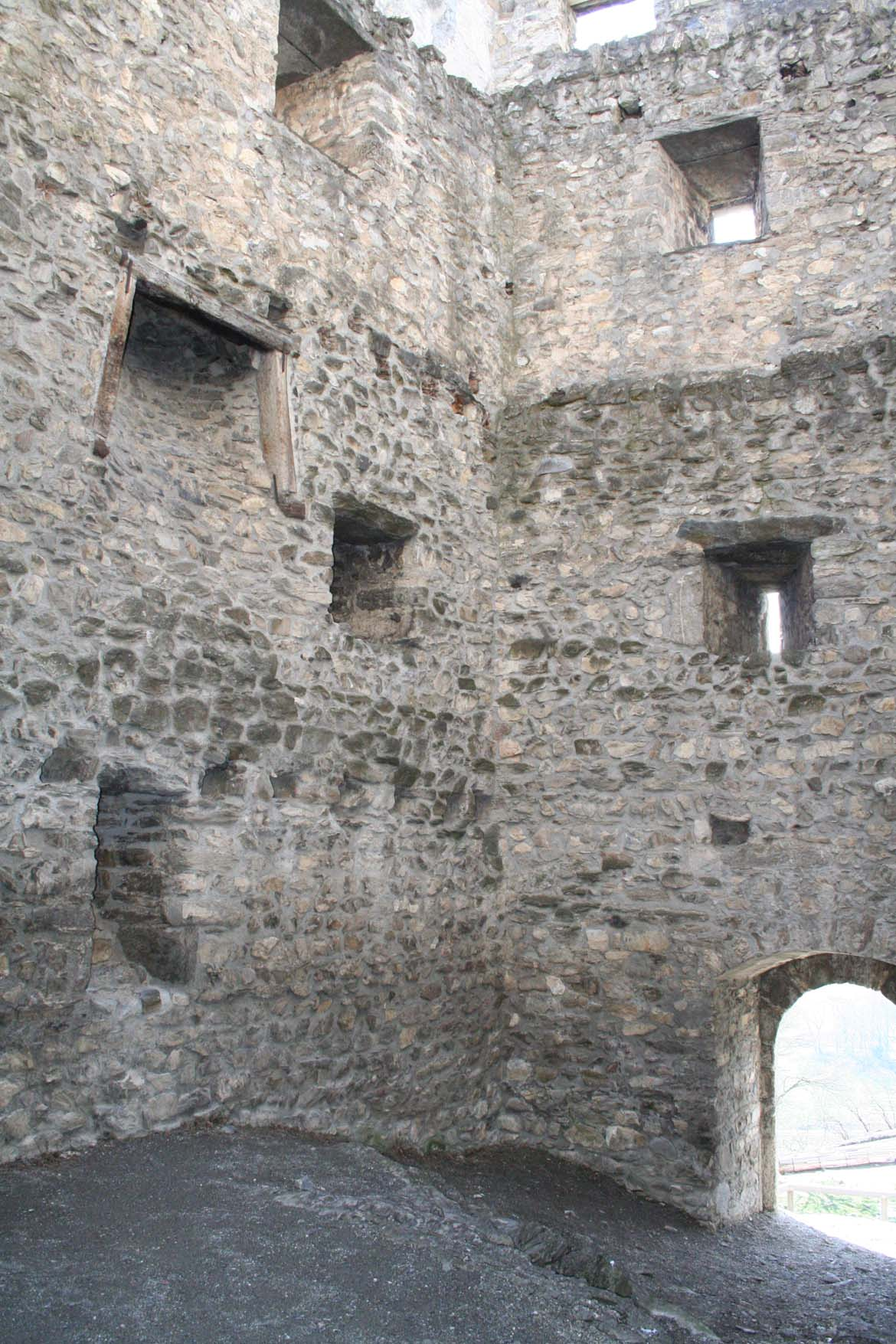
Im Turm, mit Kamin links